# Oxyroplata
Oxyroplata là một chi bọ cánh cứng trong họ Chrysomelidae.
Chi này được miêu tả khoa học năm 1940 bởi Uhmann.

## Các loài
Các loài trong chi này gồm:
- Oxyroplata aequicostata Uhmann, 1948
- Oxyroplata bellicosa (Baly, 1885)
- Oxyroplata clienta (Weise, 1905)
- Oxyroplata soror (Weise, 1905)